# 우본랏차타니주
우본랏차타니주(태국어: อุบลราชธานี) 또는 줄여서 우본 주는 태국 북동부에 있는 주(창왓)의 하나이며 태국의 동단에 위치한다. 우본은 방콕에서 약 600km 떨어져 있다. 이웃한 주는 서쪽부터 시계 방향으로 시사껫 주, 야소톤 주, 암낫차른 주가 있다. 북쪽과 동쪽은 라오스의 살라완 주, 참파사크 주와 접하고 남쪽은 캄보디아의 프레아비헤아르 주와 접한다.

## 지리
우본랏차타니의 콩치암 군은 코랏고원 최대의 강인 문강과 메콩강이 접하는 지점이다. 이 후 메콩강은 태국령으로부터 멀어져 라오스 내부를 지나게 된다. 또 라오스, 캄보디아와의 접점은 '에메랄드 트라이앵글'로 불린다. 이것은 이 지대의 몬순 때는 성장한 삼림이 마치 에메랄드와 같이 녹색으로 우거져 있기 때문이라고 한다.

## 역사
이 지역은 크메르 제국의 일부였다. 18세기 후반 이전에 이 지역은 분명히 시암 또는 아유타야 왕국의 바깥쪽이었다. 1767년에 아유타야가 멸망한 후에 카와 수아이를 포함한 새로운 부족이 이곳에 정착했다. 태국은 톤부리 왕조 이래로 이 이젹으로 영향력을 확대하기 시작했다. 1786년에 비엔티안으로부터 도망쳐 온 라오스 왕자 타오 캄퐁은 라마 1세로부터 작위를 받았고 우본랏차타니를 세웠다. 우본랏차타니는 몬톤 이산의 행정 중심이었고 이후 몬톤 우본으로 분리되었다. 1925년에 몬톤 나콘랏차시마의 일부가 되었고 1933년에 몬톤제가 폐지되면서 주가 되었다.
1972년까지 우본랏차타니 주는 태국에서 가장 큰 주였다. 1972년에 야소톤 주가, 1993년에 암낫차른 주가 분리된 후에 현재는 5위로 떨어진 상태이다.

## 교육
- 우본랏차타니 대학교

## 행정 구역
주에는 25개의 암프(군)와 더 세부 행정구역인 219개의 땀본 그리고 2469개의 무반 (행정 구역)이 있다. 숫자 중 빠진 부분은 1993년에 암낫차른 주를 구성하게 된 군이다.
| 1.  | 므앙우본랏차타니군 |
| 2.  | 시므앙마이군       |
| 3.  | 콩찌암군           |
| 4.  | 크앙나이군         |
| 5.  | 케마랏군           |
| 7.  | 뎃우돔군           |
| 8.  | 나짤루아이군       |
| 9.  | 남은군             |
| 10. | 분타릭군           |
| 11. | 뜨라깐픗폰군       |
| 12. | 꿋카오뿐군         |
| 14. | 무앙삼십군         |
| 15. | 와린참랍군         |

| 19. | 피분망사한군   |
| 20. | 딴숨군         |
| 21. | 포사이군       |
| 22. | 삼롱군         |
| 24. | 돈못댕군       |
| 25. | 시린톤군       |
| 26. | 퉁시우돔군     |
| 29. | 나이아군       |
| 30. | 나딴군         |
| 31. | 라오스아꼭군   |
| 32. | 사왕위라우옹군 |
| 33. | 남쿤군         |

## 분쟁
현지 시각 5월 28일 오전 5시30분쯤 캄보디아와 접한 태국 북동부 우본라차타니주 남위안 지역 국경지대에서 양국 병력간 충돌이 발생했다. 현재는 양국이 병력 철수에 합의했다.